# Galeria d'art

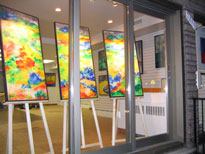
Casol Gallery de Nova York

Una galeria d'art és un espai per a l'exposició i la venda de l'art, especialment de les arts visuals, i principalment pintura, escultura o fotografia. L'ofici es diu galerisme i els professionals es diuen galerista. Solen ser empreses privades, tot i que hi ha museus que fan exposicions temporals, al qual el públic pot comprar obres. La paraula prové per dissimilació del baix llatí galileia també escrit galeria. Era el pòrtic obert fora de les primeres esglésies a Galilea.
Les galeries d'art contemporani fan mostres individuals i col·lectives. En les individuals exposen obres d'un sol artista i en les col·lectives obres de diversos artistes.
Les primeres col·leccions d'art que van prendre el nom de «galeria» provenen d'Itàlia: la Galleria degli Uffizi construïda Florència per Giorgio Vasari el 1560 per allotjar la col·lecció d'art de la nissaga dels Mèdici o la Galeria Borghese per la col·lecció del cardenal Borghese (Flaminio Ponzio, 1605-1621). Aquestes tal com altres col·leccions públiques fan servir el nom de galeria, com ara la National Gallery (1824) i Tate Gallery (1897) de Londres o la National Gallery of Art (1937) de Nova York, o altres pinacoteques, gliptoteques, :és aviat són museus i no són botigues d'art.
Als Països Catalans, hi ha unes associacions de galeristes, entre d'altres l'Associació de Galeries d'Art Contemporani de València (LAVAC), el Gremi de Galeries d'Art de Catalunya, Art Barcelona o l'Associació Independent de Galeries d'Art de Balears (AIGAB).